# JQuery UI
jQuery UI – kolekcja gotowych widżetów, efektów graficznych oraz motywów stworzonych przy pomocy jQuery (biblioteki JavaScript) oraz HTML i CSS. Według usługi analitycznej JavaScript, Libscore, oprogramowanie jest używane na ponad 197 000 witrynach internetowych, co czyni go drugą najpopularniejszą biblioteką JavaScript. Z oprogramowania korzystają m.in. serwisy Pinterest, PayPal, IMDb, Imgur czy Netflix.
Podobnie jak jQuery, jQuery UI jest darmowym oprogramowaniem o otwartym kodzie źródłowym dystrybuowanym przez jQuery Foundation na licencji MIT.

## Funkcjonalność
Oprogramowanie ze względu na funkcjonalność jest podzielone na cztery kategorie: interakcje, widżety, efekty oraz akcesoria, które głównie uzupełniają poprzednie.

### Interakcje
Oprogramowanie pozwala na zastosowanie pięciu sposobów interakcji z użytkownikiem na elementach dokumentu HTML:
- przeciąganie,
- upuszczanie (na przykład na inny element[5]),
- zmiana rozmiaru (z zachowaniem responsywności[6]),
- zaznaczanie (pojedynczo lub grupowo[7]),
- sortowanie (pojedynczo lub grupowo[8]).

### Widżety
Część poświęcona widżetom skupia się na przygotowanych już elementów za pomocą HTML i CSS oraz gotowych metod i zdarzeń dla nich, działając na zasadzie platformy programistycznej do tworzenia interfejsu stron internetowych.

### Efekty
Kategoria efektów jest uzupełnieniem tych zawartych w bibliotece jQuery. Rozszerza jej funkcjonalność m.in. o obsługę animacji dla kolorów i przejść dla elementów z nadanym atrybutem klasy języka CSS.

## Przykładowe zastosowanie
```
// element o atrybucie id "draggable" stanie się przeciągalnym

$
(
function
 
()
 
{

	
$
(
"#draggable"
).
draggable
();

});

<
div
 
id
=
"draggable"
>

	
<
p
>
Przeciągnij
 
mnie
!<
/p>

<
/div>

```

Powyższy fragment kodu uczyni wskazany element przeciągalnym za pomocą kursora.